# Booischot
Booischot is een dorp in de Belgische provincie Antwerpen en een deelgemeente van Heist-op-den-Berg. Booischot was een zelfstandige gemeente tot aan de gemeentelijke herindeling van 1977.

## Geschiedenis
De geschiedenis van Booischot gaat vermoedelijk terug tot de Frankische periode, en reeds in 726 werd de plaats vermeld. Tot in de 19e eeuw bleef Booischot echter een gehucht van Heist.
In 1800 werd Booischot een afzonderlijke parochie, en in 1836 werd Booischot ook bestuurlijk als zelfstandige gemeente afgesplitst van Heist. In de 19e eeuw werden de baan Aarschot-Lier en de spoorlijn Antwerpen-Aarschot aangelegd die het grondgebied doormidden sneden. Ten zuiden groeide zo het gehucht Pijpelheide uit.
Bij de gemeentelijke herindeling van 1977 fusioneerde Booischot opnieuw met Heist.

## Geografie
Booischot heeft een oppervlakte van 11,59 km² en telt ruim 6000 inwoners. Ten zuiden van het dorpscentrum ligt het gehucht Pijpelheide; de bevolking is ongeveer gelijk verdeeld over beide kernen. De Grote Nete vormt de noordgrens van Booischot.

## Bezienswaardigheden

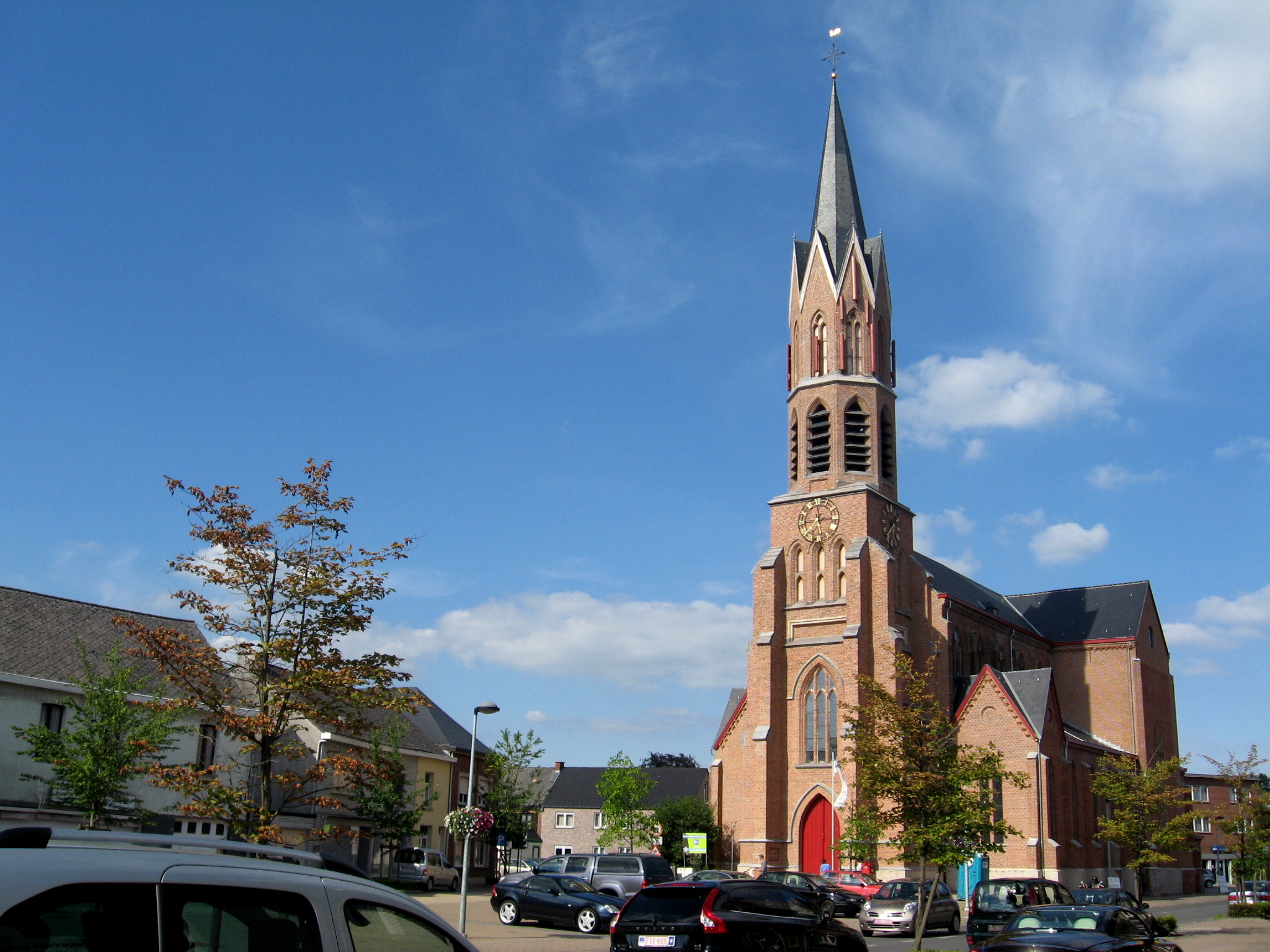
Sint-Salvatorkerk

- De Sint-Salvatorkerk werd halverwege de 19e eeuw opgericht. De vroegere kapel werd in 1856 afgebroken voor de bouw van de nieuwe kerk, die in 1863 was voltooid.
- Het Kasteel Ter Laken heeft een geschiedenis die teruggaat tot in de middeleeuwen. Het huidig complex ontstond in de 18e en 19e eeuw.

- De verdwenen Lemmensmolen te Booischot, gelegen aan de Kloosterveldstraat, was een zeldzame molen in de provincie Antwerpen daar het een standerdmolen op torenkot was. Jan Judocus Lemmens, geboren te Heist-op-den-Berg in 2 juni 1820 als zoon van Karel Lemmens en Anna Maria Lemmens, richtte de molen in Booischot op in 1845. De molen werd in 1908 verkocht en stortte kort nadien ineen.

## Demografische ontwikkeling
- Bronnen:NIS, Opm:1806 tot en met 1970=volkstellingen; 1976 = inwoneraantal op 31 december

## Politiek

### Geschiedenis

#### Lijst van burgemeesters
| Tijdspanne | Tijdspanne  | Burgemeester                                             |
| ---------- | ----------- | -------------------------------------------------------- |
|            | 1836 - 1839 | Jonkheer Alphonse della Faille de Leverghem (katholiek)  |
|            | 1839 - 1841 | Joannes Franciscus Lambrechts                            |
|            | 1842 - 1854 | Henricus Joostens                                        |
|            | 1855 - 1866 | Egidius Josephus Dens (katholiek)                        |
|            | 1867 - 1869 | Carolus Goossens                                         |
|            | 1870 - 1882 | Carolus Eduardus Joostens                                |
|            | 1882 - 1884 | Petrus Josephus De Bie                                   |
|            | 1885 - 1893 | Petrus Joannes Meulenbergs                               |
|            | 1893 - 1906 | Joseph Jan Baptist Thys                                  |
|            | 1906 - 1921 | Baron Alphonse Louis Marie de Gruben (Katholieke Partij) |
|            | 1921 - 1938 | Gustaaf Dens (UCB)                                       |
|            | 1939 - 1959 | Germain Demolder (UCB / CVP)                             |
|            | 1959 - 1976 | Carl Demolder (CVP)                                      |

## Mobiliteit
Booischot wordt doorsneden door de spoorlijn Lier-Aarschot en de Liersesteenweg (N10) die er parallel mee loopt.

## Bekende inwoners
- Alphonse della Faille de Leverghem (1809-1879), politicus
- Jeanne van Kesteren (1907-2011), atlete en basketbalster
- Laurens Sweeck (1993), veldrijder

## Trivia
Sint-Salvator is de patroonheilige van Booischot.

## Nabijgelegen kernen
Hulshout, Zonderschot, Pijpelheide, Houtvenne, Westmeerbeek